# Indywidualne Mistrzostwa Wielkiej Brytanii na Żużlu 2004
Indywidualne mistrzostwa Wielkiej Brytanii na żużlu – cykl turniejów żużlowych mających wyłonić najlepszych żużlowców brytyjskich w sezonie 2004. W finale zwyciężył Joe Screen. 

## Finał
- Oxford, 9 lipca 2004

| Msc. | Zawodnik           | Klub          | Pkt   |             |  |
| ---- | ------------------ | ------------- | ----- | ----------- |  |
| 1    | Joe Screen         | Belle Vue     | 10 +3 | (3,0,1,3,3) |  |
| 2    | David Norris       | Eastbourne    | 14 +2 | (3,2,3,3,3) |  |
| 3    | Mark Loram         | Arena Essex   | 10 +1 | (0,3,3,3,1) |  |
| 4    | Scott Nicholls     | Ipswich       | 15 +0 | (3,3,3,3,3) |  |
| 5    | Chris Neath        | Wolverhampton | 10    | (2,3,1,2,2) |  |
| 6    | Carl Stonehewer    | Workington    | 9     | (1,3,0,2,3) |  |
| 7    | David Howe         | Wolverhampton | 9     | (3,0,2,2,2) |  |
| 8    | Danny Bird         | Reading       | 8     | (1,2,3,1,1) |  |
| 9    | Andrew Moore       | Sheffield     | 7     | (0,2,1,2,2) |  |
| 10   | Dean Barker        | Arena Essex)  | 7     | (2,1,2,1,1) |  |
| 11   | Andre Compton      | Sheffield     | 7     | (1,1,2,1,2) |  |
| 12   | Chris Harris       | Coventry      | 6     | (2,2,1,1,0) |  |
| 13   | Michael Coles      | Exeter        | 4     | (0,1,2,0,1) |  |
| 14   | Gary Havelock      | Peterborough  | 3     | (2,1,w,–,–) |  |
| 15   | Seemond Stephens   | Exeter        | 1     | (1,0,0,0,–) |  |
| 16   | Stuart Robson      | Coventry      | 0     | (0,0,0,0,0) |  |
| 17   | rez. Chris Mills   | Oxford        | 0     | (0)         |  |
| 18   | rez. Craig Branney | Oxford        | 0     | (0)         |  |

## Bieg po biegu
1. Norris, Neath, Bird, Loram
2. Screen, Barker, Compton, Coles
3. Nicholls, Harris, Stonehewer, Moore
4. Howe, Havelock, Stephens, Robson
5. Nicholls, Norris, Havelock, Screen
6. Loram, Harris, Coles, Stephens
7. Neath, Moore, Compton, Howe
8. Stonehewer, Bird, Barker, Robson
9. Norris, Coles, Moore, Robson
10. Loram, Howe, Screen, Stonehewer
11. Nicholls, Barker, Neath, Stephens
12. Bird, Compton, Harris, Havelock (w)
13. Norris, Stonehewer, Compton, Stephens
14. Loram, Moore, Barker, Mills
15. Screen, Neath, Harris, Robson
16. Nicholls, Howe, Bird, Coles
17. Norris, Howe, Barker, Harris
18. Nicholls, Compton, Loram, Robson
19. Stonehewer, Neath, Coles, Branney
20. Screen, Moore, Bird, Stephens (ns)
21. Finał: Screen, Norris, Loram, Nicholls